# 9e armée (Empire allemand)
Pour les articles homonymes, voir 9e armée.

Étendard d'état-major d'un haut commandement militaire (1871-1918)

La 9e armée / 9e haut commandement de l'armée (AOK 9) est le nom donné à l'unité majeure de l'armée allemande et à ses autorités de commandement associées pendant la Première Guerre mondiale (1914-1918) Elle comprend plusieurs corps d'armée ou de réserve ainsi que de nombreuses troupes spéciales.

## Histoire

### Premier formation
Le 9e armée est formée en septembre 1914 à partir de contributions de la 8e armée, du front occidental et d'unités de réserve dans la région de la Haute-Silésie et est initialement positionnée sur l'aile gauche du front sud dans la zone située à l'est de Czestochowa. Le 9e haut commandement de l'armée est créé le 19 septembre 1914 à Breslau. Les formations suivantes lui sont subordonnées :
| - Corps de réserve de la Garde - 11e corps d'armée - 17e corps d'armée - 20e corps d'armée | - Corps de Landwehr - Réserve principale de Posen - 3e corps de cavalerie (en) avec la 8e division de cavalerie - Commandement général adjoint des 2e, 5e et 6e corps d'armée |

En septembre/octobre 1914, l'armée est déployée dans le cadre de la bataille de la Vistule, une tentative ratée de vaincre les armées russes dans le sud de la Pologne lors d'une attaque frontale. Lorsque le nouveau commandant en chef de l'ensemble des forces armées allemandes à l'est (Ober Ost) le colonel général Paul von Hindenburg, planifie une offensive contre les lignes russes dans le centre de la Pologne pour soulager les troupes autrichiennes, le gros de l'armée est déplacé, sans être remarqué par les Russes, dans la zone située à l'est de Posen à Thorn.  L'attaque commence le 11 novembre, mais s'arrête après la bataille de Lodz. L'encerclement des troupes russes échoue, mais la ville est occupée en décembre après leur retrait. Après cela, le front se fige temporairement dans la guerre des tranchées. En 1915, l'armée s'empare de Varsovie pendant la Grande Retraite russe.
Le quartier général du haut commandement de l'armée est du 2 janvier au 21 juillet 1915 à Łódź et à partir du 22 septembre 1915 à Slonim. À partir d'août 1915, il sert également de commandement de groupe d'armées pour le groupe d'armées du prince Léopold de Bavière. Le 30 juillet 1916, l'armée elle-même est dissoute, mais le haut commandement de l'armée est maintenue jusqu'au 29 août 1916 en tant que commandement de groupe d'armées.

### Deuxième formation
Après la déclaration de guerre de la Roumanie aux puissances centrales, le 27 août 1916, il devient nécessaire de rassembler des troupes contre ce nouvel ennemi. À cet effet, le 9e haut commandement de l'Armée est créé à nouveau le 6 septembre 1916 et transféré en Transylvanie. Cependant, il dispose d'un nouveau commandant en chef en la personne du Erich von Falkenhayn, ancien ministre de la Guerre et chef d'état-major général de l'armée de campagne, ainsi que d'un nouveau chef d'état-major.
L'armée est déployée sur le théâtre de guerre roumain à partir de 1916/17. L'armée est censée contenir l'ennemi, qui s'est avancé rapidement vers Kronstadt et Hermannstadt dès la fin août, puis riposter. À partir de novembre 1916, le 9e armée attaque, prend Bucarest avec l'armée du Danube du groupe d'armées Mackensen et atteint le cours inférieur du Sereth en janvier 1917. Son quartier général se trouve à Rimnicul Sarat à partir du 11 janvier 1917. Lors de l'été 1917, en Roumanie elle participe à la Bataille de Mărăști.

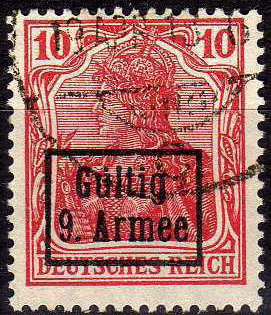
Timbre-poste pour la zone d'étape de la 9e armée

Au printemps 1918, le 9e armée se trouve dans le nord-est de la Roumanie. Pour la zone de transit qui lui est assigné, elle met en place un service postal également ouvert à la population civile. À cet effet, quatre timbres Germania différents avec l'empreinte Gültig/9. Armee circule en février/mars 1918.
Le 19 juin 1918, le 9e haut commandement de l'armée est transféré sur le front occidental. Il y est déployé dès le 5 juillet 1918 sur la partie ouest de l'Arc de Marne. Le général Fritz von Below, qui est aux commandes depuis le 18 juin 1918, est en phase terminale, de sorte que le commandant en chef précédent, le général der Infanterie Johannes von Eben, continue à commander par procuration jusqu'au début du mois d'août. Le nouveau quartier général, établi à Crépy, est transféré à Marle le 27 août 1918. L'AOK 9 participe à la deuxième bataille de la Marne près de Soissons et est ensuite déplacé vers la position Siegfried. Le 18 septembre 1918, cependant, il est dissous et converti en haut commandement du groupe d'armées Gallwitz.